# Johanniskirche (Uschlag)
Die Johanniskirche in Uschlag, einem Ortsteil der Gemeinde Staufenberg in Niedersachsen, ist ein schlichtes Gotteshaus mit reicher Ausstattung. Sie stammt aus dem beginnenden 18. Jahrhundert und ist die südlichste Kirche der Evangelisch-lutherischen Landeskirche Hannovers auf niedersächsischem Gebiet.

## Geografische Lage
Die Johanniskirche liegt buchstäblich mitten im Dorf Uschlag an der Mündener Straße unmittelbar vor deren Einmündung in die Kasseler Straße. Bei Betrachtung von dem bereits auf hessischem Gebiet liegenden, nahen Mühlenberg aus sieht man das ins Dorf eingebettete Gotteshaus mit seinem ungewöhnlicherweise nach Osten ausgerichteten Turm.

## Baubeschreibung
Die Uschlager Johanniskirche wurde – wie die Inschrift über dem Westportal zeigt – im Jahre 1725 errichtet und steht an der Stelle einer weiter nicht bekannten Vorgängerkirche.
Das rechteckige Langhaus hat ein Mansardendach und ein Portal mit gesprengtem Giebel aus der Barockzeit.
Der Turm besitzt ein achteckiges Fachwerkobergeschoss mit einer Glockenhaube.
Die Innenausstattung ist von zahlreichen Gemälden aus der Lebensgeschichte Jesu am Altar und an den Emporen geprägt. Der Taufstein stammt aus dem Jahre 1612 und ist das älteste Inventarstück der Kirche.

## Baugeschichte
Ein erster schriftlicher Hinweis auf eine Kirche in Uschlag findet sich aus dem Jahre 1425: „Ecclesia in Uschlacht“. Eine Sammlung („Hauß-Collecte“) im gesamten Fürstentum Calenberg leitet dann für 1725 den Neubau der Kirche ein, der laut Voranschlag 795 Taler kosten sollte.
Im Laufe der Jahrhunderte musste die Johanniskirche oftmals repariert werden. So wurden bereits 1748 Ausbesserungen an Turm und Dach vorgenommen, und 1765 waren große Schäden aus der Zeit des Siebenjährigen Krieges zu beseitigen. Kriege waren es immer wieder, die von dem Bauwerk ihren Tribut einforderten: so 1917 die Beschlagnahme von Orgelpfeifen und einer Glocke zum Einschmelzen für Munitionszwecke, dann wieder 1942/43 die Einforderung von Kronleuchtern und zwei Glocken. Anfang April 1945 schließlich wird die Kirche durch einen Volltreffer an Turm und Langhaus stark beschädigt.
Ausbesserungs- und Umbauarbeiten wurden 1919/20, 1951, 1968/69 und 1986 notwendig. Ende der 1970er Jahre wurden außen und innen erhebliche Veränderungen vorgenommen: so wurden die beiden Eingänge an den Längsseiten zu Fenstern umgestaltet, dafür wurde an der Westseite ein neuer Eingang geschaffen, von dem aus ein Gang direkt bis zum Altar führt. Davor war der Kirchraum durch zwei Gänge in vier Teile gegliedert. Auf der Südseite wurde die Empore verkürzt, und die Orgel, die bisher ihren Platz im Chor über dem Altar hatte, fand auf der Westseite ihren neuen Standort. Die Renovierung 1986 veränderte wiederum den Altarbereich, allerdings in Anpassung an die Zeit vor 1968.

## Ausstattung

### Altar
Allein im 20. Jahrhundert hat der Altar vier verschiedenartige Aufsätze getragen. Wurde 1951 der bisherige Aufsatz durch einen neuen ersetzt, so hatte dieser lediglich Bestand bis 1968. Wegen der Orgelverlegung musste der Altar vorgerückt werden, und der Altar trug ein Holzkruzifix, dessen Corpus aus dem ladinischen Südtirol stammte und heute im Chorraum auf der Kanzelseite hängt.
1986 wurde ein neuer Altaraufsatz in Anpassung an den vor 1968 beschafft, in dem die vormaligen Bilder wieder ihren Platz fanden. Sie stammen von Wulf Ernst Lindemeyer, der sie 1646 anfertigte und die 1956 von Christa Dieselhorst (Hannover) restauriert worden sind.

### Taufstein
Der Kelch des Taufsteins stammt aus dem Jahr 1612 und ist das älteste Stück der Kirche. Er ist achteckig und aus grobkörnigem Sandstein gefertigt. Zwei bogenförmig um den Kelch laufende Zopfornamente umrahmen ihn. An einer Seite des Achtecks ist die Jahreszahl 1612 in vertiefter Inschrift zu lesen. Die Kelchform verjüngt sich nach unten und läuft aus in einem durch eine Hohlkehle eingezogenen Fuß.
Der heutige Fuß des Taufsteins wurde 1990 von Michael Düchting (Soest) hergestellt. Im gleichen Jahr wurde der Taufstein auch fest in dem Fußboden verankert.

### Kanzel
Der Standort der hölzernen Kanzel an der Südseite war schon immer so gewählt, dass sie den Altarraum mit dem Kirchenschiff verbindet. Sie ist von künstlerischer Schönheit und symbolisiert die Verkündigung dessen, von dem es in der erst 1986 wieder freigelegten Inschrift über dem Chorraum heißt: „Jesus Christus gestern und heute und derselbe auch in Ewigkeit“ (Hebr. 13,8).

### Emporengemälde
Im Zuge der Kirchenrenovierung 1919/20 wurden die Füllungen der Emporenbrüstungen mit zahlreichen Gemälden aus dem Leben Jesu versehen. Die Ausmalung nahm Professor Rudolf Siegmund (1881–1973) vor, Lehrer an der Kunstakademie in Kassel.
Nach dem Umbau der inneren Kirche im Jahre 1968/69 konnten lediglich noch vierzehn Bilder an der Empore einen Platz finden. Die übrigen befinden sich heute im Pfarrarchiv. Eines schmückt nun aber auch den Altar in der Nachbarkirche Benterode.

### Orgel
Die erste Kirchenorgel wurde 1730 von Orgelbauer Johann Wilhelm Dibelius (Kassel) angefertigt. Bereits 1778 wurde eine größere Instandsetzung notwendig. Diese alte Orgel wurde dann 1840 durch die heutige ersetzt. Orgelbauer Friedrich Melchior Zindel (Kassel) hat das zweimanualige und zwölfregistrige Werk gebaut. Seit 1969 steht sie nun auf der Westempore, und 1973 erhielt ihr Werk von Orgelbaumeister Albert Frerichs (Göttingen) eine Restaurierung.

## Sonstige Ausstattung

### Glocken
Das Geläut der Uschlager Johanniskirche besteht aus vier Glocken:
- Aus dem Jahr 1636 stammt die älteste Glocke, die von Gottfried Kohler in Kassel gegossen wurde.
- Aus dem Jahr 1832 stammt die kleinste Glocke, die damals bei Henschel in Kassel umgegossen wurde und nun ganz oben im Turm hängt.
- Aus dem Jahr 1953 stammen die beiden mittleren Glocken, die die Glockengießerei Gebrüder Rincker in Sinn/Dillkreis hergestellt hat.

In der Kirche wurde 1952 eine Leihglocke montiert. Sie stammte aus dem Geläut der evangelischen Kirche in Schönfeld (heute polnisch Skórka) im Kreis Flatow in (Posen-)Westpreußen bzw. Pommern. Sie wurde im Zweiten Weltkrieg zu Rüstungszwecken requiriert, doch entkam sie der Einschmelzung. Bald nach ihrem Einbau in der Uschlager Kirche aber musste sie wegen eines Haarrisses stillgelegt werden, wurde 1953 noch geschweißt, passte aber nicht mehr zum Klangbild des Geläutes und wurde an die Martini-Kirche in Dransfeld abgegeben.

### Wetterfahne
Im Jahr 1870 entstand die Wetterfahne auf der Turmspitze. Sie wurde 1969 und 1998 restauriert und neu vergoldet.

## Die Johannis-Kirchengemeinde Uschlag

### Kirchengemeinde
Zur evangelisch-lutherischen Kirchengemeinde Uschlag gehören etwa 850 Gemeindeglieder. Die Uschlager Ortschaft Dahlheim ist an die Kirchengemeinde Escherode angegliedert.
Ab 1917 war die Kirchengemeinde Benterode mit Sichelnstein pfarramtlich mit Uschlag verbunden. 2013 kam die Kirchengemeinde Lutterberg dazu. 2023 endete die pfarramtliche Verbindung mit Benterode/Sichelnstein und Lutterberg. Seither teilt sich die Kirchengemeinde Uschlag mit der Kirchengemeinde Escherode-Nieste das Pfarramt mit Sitz in Uschlag.
Die Kirchengemeinde gehört zum Kirchenkreis Göttingen-Münden im Sprengel Hildesheim-Göttingen der Evangelisch-lutherischen Landeskirche Hannovers.

### Pastorinnen und Pastoren
| - Christian Rischius (1565–1597) - Georg Hetlingius (1598–1623) - Georg Berckman (1618–1623) - Justus Mesold (1623–1660) - Hermann Persius (1660–1668) - Heinrich Klötzer (1668–1676) - H. Julius Ballauff (1676–1720) - H. Christoph Ballauff (Sohn von Julius B.) (1720–1763) - Johann Dietrich Hagedorn (1763–1799) - J.H. Christoph Hillmer (1799–1800) - Christian Heinrich Schilling (1800–1827) - Christian Ludwig Meyer (1827–1829) - Johann Heinrich Karl Enneccerius (1829–1838) - Heinrich Friedrich Arnecke (1839–1852) - Ernst Friedrich Hermann Ahrens (1852–1860) - Wilhelm Otto Ferdinand Twele (1861–1869) - Georg Christian Meyer (1870–1876) | - Karl Heinrich Friedrich Christian Weber (1877–1880) - Gerhard Menno Bunges (1882–1883), danach vakant - Hermann Ernst Proffen (1888–1898) - Rudolf Julius Jung (1898–1910) - Johann August Otto Semler (1911–1917) - Friedrich Christian Georg Wolperding (1918–1927) - Johann Theodor Ludwig Otto Ernst (1928–1938) - Franz Honig (1939–1953) - Hermann Liebermann (1954–1975) - Michael Brömse (1979–1988) - Martin Zieger (1988–1993) - Ulrike Watschke (1993–2014) - Alexander Lücke (2015–2016) - Andrei Popescu (2016–2023) - Franziska Ede (seit 2024) |